# 로버트 맥노튼

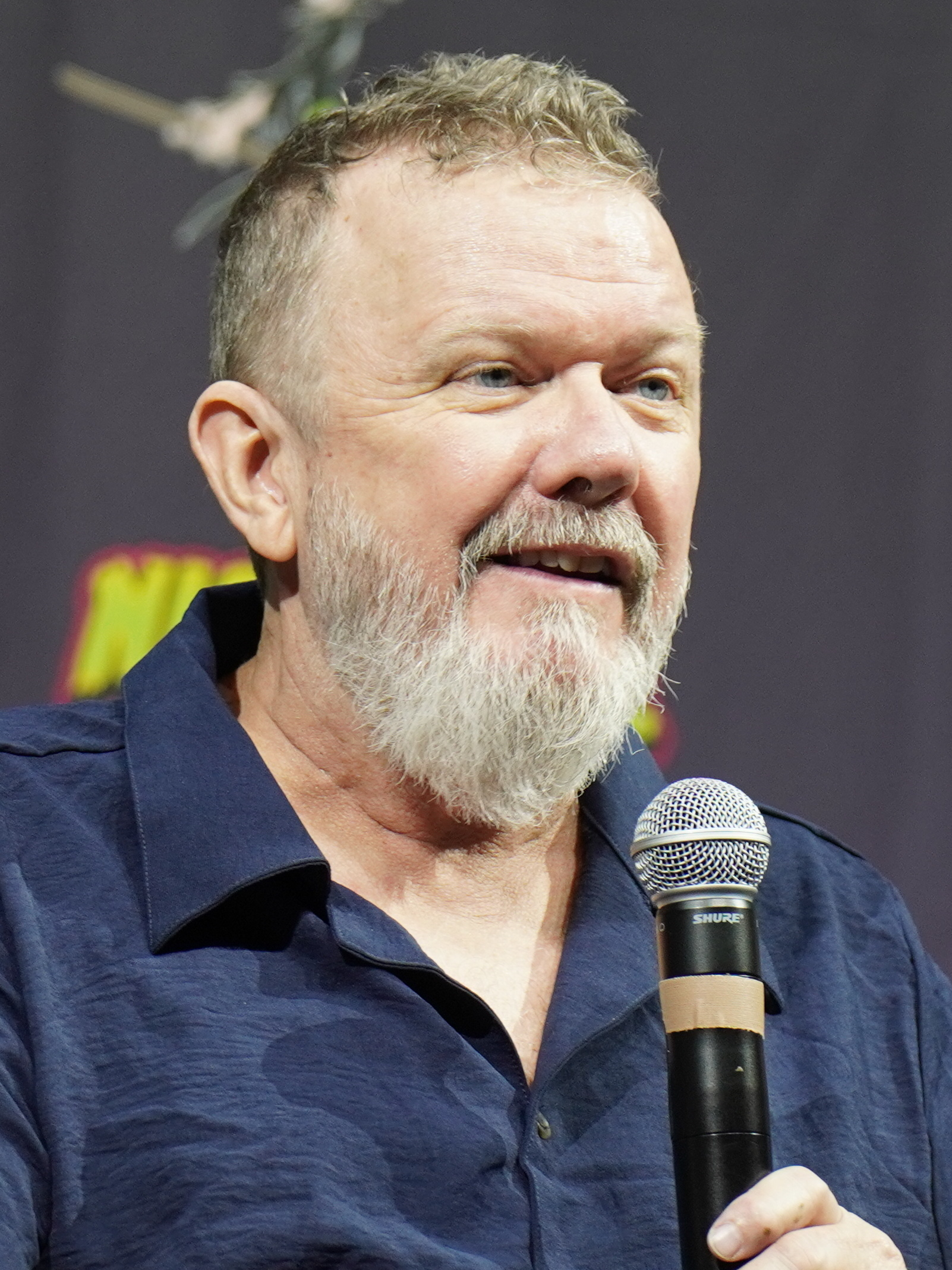

로버트 맥노튼(Robert MacNaughton, 1966년 12월 19일 ~ )은 미국의 연극 배우, 영화배우, 텔레비전 배우이다.
뉴욕에서 태어났다.

## 영화
- 프랑켄슈타인 VS 미라 (2015년)
- 킬러 (2015년) - 작문 교사 역
- 더 일렉트릭 그랜드마더 (1982년)
- 이티 (1982년) - 마이클 역